# Кокошовце
Кокошовце (слч. Kokošovce) насељено је мјесто са административним статусом сеоске општине (слч. obec) у округу Прешов, у Прешовском крају, Словачка Република.

## Становништво
| Година:    | 1994. | 2004.    | 2014.    | 2024.    |
| ---------- | ----- | -------- | -------- | -------- |
| Број људи: | 611   | 674      | 785      | 937      |
| Разлика:   |       | +10,31 % | +16,46 % | +19,36 % |

| Година:    | 2023. | 2024.   |
| ---------- | ----- | ------- |
| Број људи: | 941   | 937     |
| Разлика:   |       | -0,42 % |

Према подацима о броју становника из 2024. године насеље је имало 937 становника.